# Sypniewo (województwo kujawsko-pomorskie)
Sypniewo – wieś w Polsce położona w województwie kujawsko-pomorskim, w powiecie sępoleńskim, w gminie Więcbork, położona 11 km na zachód od Więcborka. Sypniewo leży w granicach Krajeńskiego Parku Krajobrazowego w regionie Pojezierza Krajeńskiego.

## Historia
Sypniewo po raz pierwszy wymienione jest z nazwy w dokumentach z 1380 r. jako własności m.in. Janka z Sypniewa. Około roku 1392 wieś dzięki małżeństwu została własnością Dobiesława Rungi herbu Odrowąż, który słynął w okolicy z rozbójnictwa i według tradycji był fundatorem pierwszego kościoła w Sypniewie.
W XIII – XIV wieku powstała parafia św. Katarzyny Aleksandryjskiej.
W XV-XVI wieku Sypniewo stanowiące część majątku ziemskiego było własnością Runge-Sypniewskich, Białośliwskich, Witosławskich, Działyńskich, od roku 1711 Goetzendorf-Grabowskich. W XVIII wieku lub wcześniej powstał tu drewniany dwór.
W roku 1824 Józef Goetzendorf-Grabowski chcąc uzyskać środki na ratowanie swoich pozostałych zadłużonych majątków odsprzedał miejscowe dobra Bankowi Królewskiemu w Berlinie, a ten oddał go w dzierżawę. W roku 1830 nabywcami majątku zostali Albert Wilckens i Franz Nagel. Wilckens opuścił Sypniewo, a do roku 1849 majątkiem zarządzał Nagel. W tym samym roku majątek odkupiła wdowa po Wilckensie i do stycznia 1945 majątek pozostawał w rękach tej rodziny.
Około 1850 stary dwór został rozebrany i wzniesiono nowy murowany pałac według projektu Karola Fryderyka Schinkla, zamówionego przez Alberta Wilckensa w roku 1835, a zrealizowanego przez Leberechta Wilckensa. Po poprzednim dworze zachowała się jedna z piwnic o sklepieniu kolebkowym, zaadaptowana na miejsce spotkań Loży Masońskiej. Pałac w stylu klasycystycznym z elementami neorenesansowymi wzniesiono na planie kwadratu z wieżą, otoczony 9-hektarowym parkiem w stylu angielskim. Kolejny właściciel Fritz Wilckens zasłynął z odkrycia i udokumentowania kręgu kamiennego i kurhanu w Dorotowie, związany też był z masonerią. W roku 1913 Fritz uzyskał szlachectwo i zmarł. W roku 1920 gmina Więcbork wraz z Sypniewiem znalazła się w granicach Polski.
Syn Fritza, Hans Jurgen von Wilckens zorganizował w Sypniewie ośrodek szpiegostwa i dywersji niemieckiej, jeden z najbardziej aktywnych na Pomorzu. W roku 1939 Wilckens wkroczył do Polski jako oficer SS i zasłynął prześladowaniami ludności polskiej. W roku 1945 uciekł z Polski i, nie ponosząc konsekwencji za zbrodnie wojenne, umarł w RFN w 1974 roku.
W roku 1945 majątek Sypniewo został przejęty przez skarb państwa i uległ częściowej parcelacji. W roku 1947 w pałacu utworzono Technikum Rolnicze. W latach 1963–1968 pałac w Sypniewie przeszedł generalny remont, a w latach 70. XX wieku przeznaczono go wyłącznie na mieszkania dla nauczycieli. W 2002 roku pałac wydzierżawiono rodzinie Adamskich.
Do 1954 roku miejscowość była siedzibą gminy Sypniewo. W latach 1975–1998 miejscowość położona była w województwie bydgoskim. Według Narodowego Spisu Powszechnego (III 2011 r.) liczyła 1649 mieszkańców. Jest największą wsią gminy Więcbork.

## Zabytki

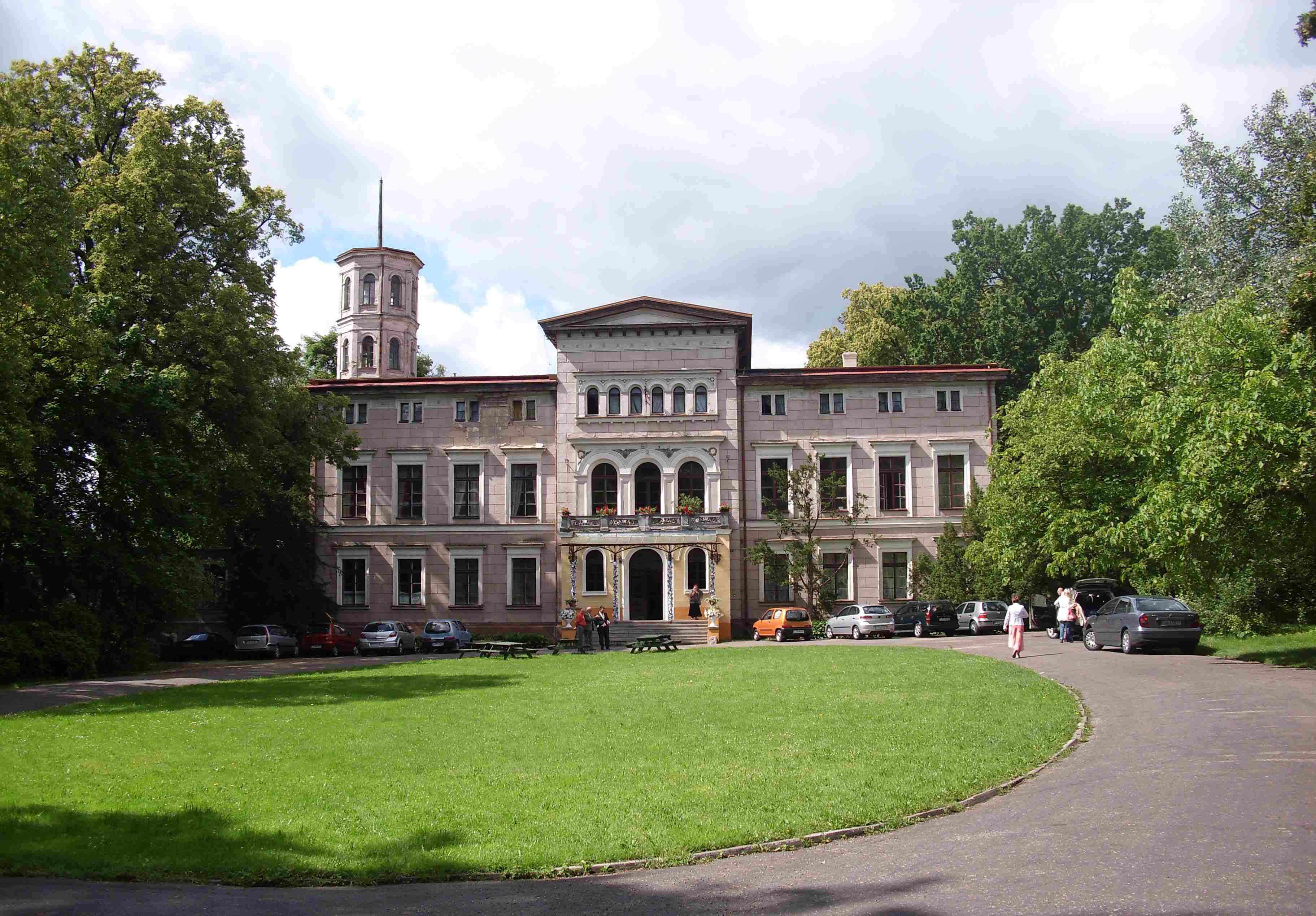
Pałac w Sypniewie, była siedziba Loży Masońskiej

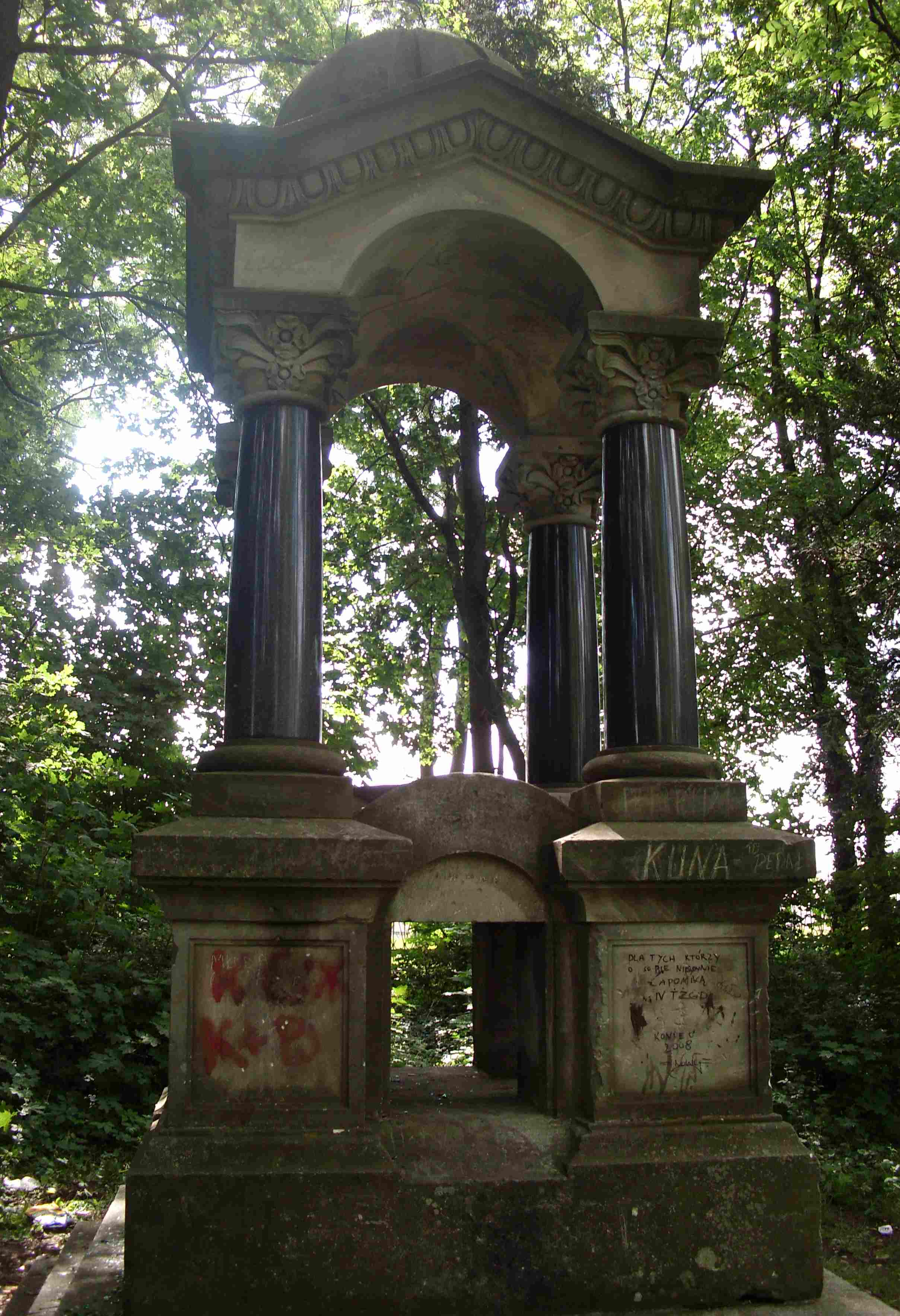
Grobowiec rodziny Wilckensów w parku pałacowym

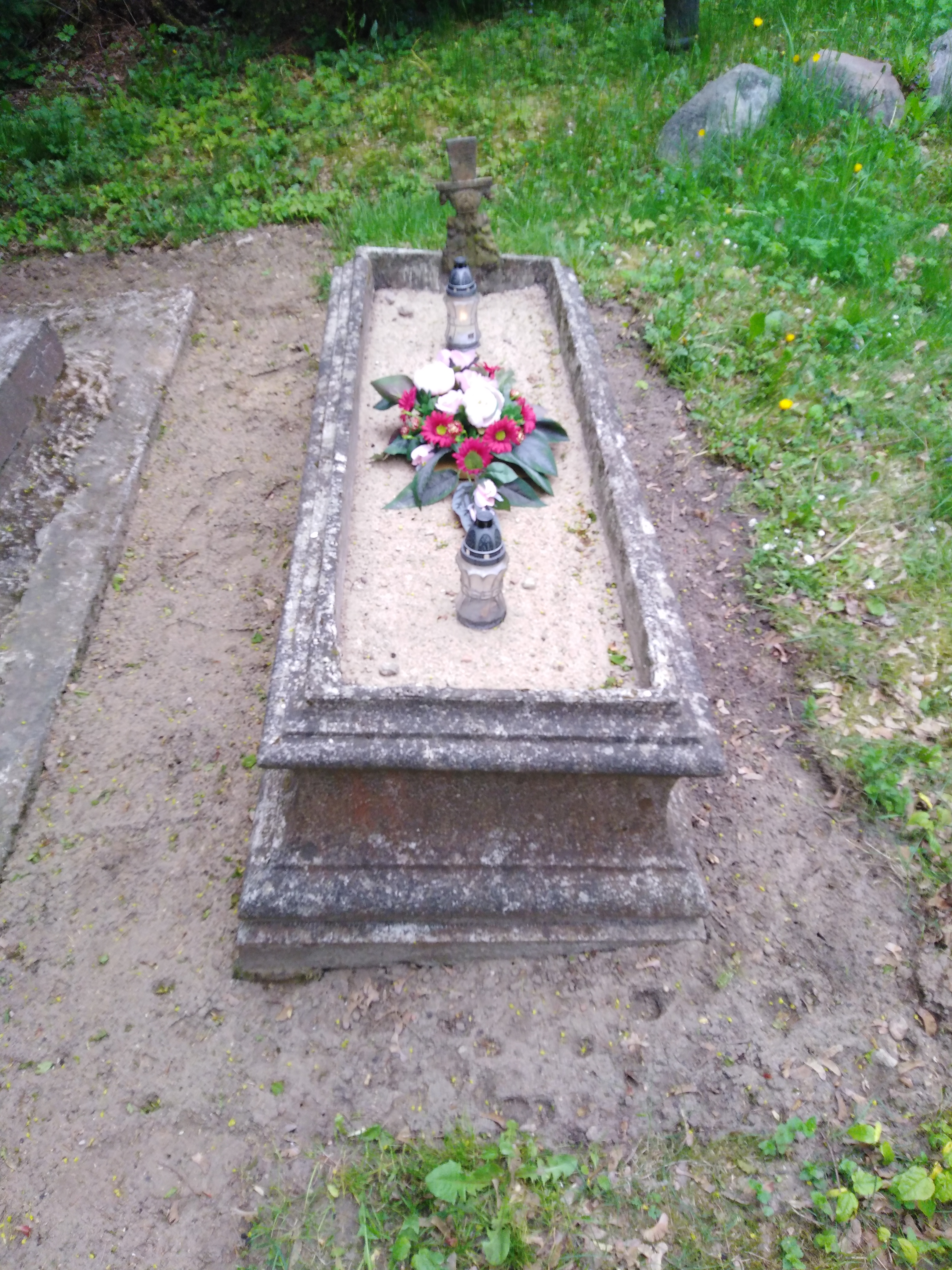
Zabytkowy nagrobek księdza Józefa Kręckiego proboszcza w Sypniewie w latach 1822–1856

- rzymskokatolicki kościół pod wezwaniem św. Katarzyny, zbudowany w roku 1781 na fundamentach poprzedniego – w stylu barokowym w konstrukcji szkieletowej
- pałac w Sypniewie – była siedziba Loży Masońskiej, jeden z najcenniejszych zabytków budownictwa świeckiego na terenie powiatu sępoleńskiego, a nawet w skali województwa. Wybudowany w miejscu dawnego dworu Grabowskich zawiera harmonijne połączenie dwóch stylów: neoklasycznego i neorenesansowego. Obecnie hotel i restauracja
- zespół młyna zbożowego z około 1910 r.
- dworzec kolejowy i stacja PKP w Sypniewie z XIX w.
- kaplica grobowa na cmentarzu grzebalnym w Sypniewie, murowana, około 1900 r.
- kilkanaście domów mieszkalnych pochodzących z końca XIX wieku i początku XX wieku
- gorzelnia z XIX w.

## Szkoły
- Szkoła podstawowa im. Ziemi Krajeńskiej (ul. Szkolna 1)
- Zespół Szkół Centrum Kształcenia Rolniczego w Sypniewie (ul. Kwiatowa 3)

Absolwentami technikum rolniczego w Sypniewie są m.in. Andrzej Lepper i Wojciech Mojzesowicz.

## Organizacje i stowarzyszenia
- Ochotnicza Straż Pożarna
- Koło Gospodyń Wiejskich
- Ludowy Zespół Sportowy Gwiazda Sypniewo
- Stowarzyszenie Inicjatyw Lokalnych przy Zespole Szkół Centrum Kształcenia Rolniczego w Sypniewie
- Uczniowski Klub Sportowy Sypniewo przy Szkole Podstawowej w Sypniewie

## Urodzeni w Sypniewie
- Szczepan Gracz – polski duchowny rzymskokatolicki, pallotyn, weterynarz, działacz narodowo-społeczny[4].